# Onjon
Onjon is een gemeente in het Franse departement Aube (regio Grand Est) en telt 240 inwoners (1999). De plaats maakt deel uit van het arrondissement Troyes.

## Geografie
De oppervlakte van Onjon bedraagt 23,2 km², de bevolkingsdichtheid is 10,3 inwoners per km².
De onderstaande kaart toont de ligging van Onjon met de belangrijkste infrastructuur en aangrenzende gemeenten.

## Demografie
Onderstaande figuur toont het verloop van het inwonertal (bron: INSEE-tellingen).

Vanwege een beveiligingsprobleem met de MediaWiki Graph-software is het momenteel niet mogelijk deze grafiek weer te geven. Zodra de software is bijgewerkt zal de grafiek vanzelf weer zichtbaar worden.